# Mario Lemieux
Vous lisez un « article de qualité » labellisé en 2007.
Pour les articles homonymes, voir Lemieux.
Temple de la renommée : 1997
Temple de la renommée de l'IIHF : 2008
Mario Lemieux, C. Q., O.C., est un joueur canadien de hockey sur glace. Surnommé « Le Magnifique » en raison de son talent et récompensé par de nombreux titres, il est considéré comme l’un des meilleurs joueurs de l’histoire de la Ligue nationale de hockey (également désignée par le sigle LNH). Il fait partie du cercle des joueurs de la LNH avec plus de 500 buts, ainsi que de celui de ceux avec plus de 1 000 points et il figure dans les premiers joueurs des différents classements des meneurs de la LNH.
Mario Lemieux est né le 5 octobre 1965 à Ville-Émard, un quartier de Montréal dans la province de Québec. Il joue toute sa carrière professionnelle dans la LNH avec les Penguins de Pittsburgh entre 1984 et 2006. Outre de nombreux trophées individuels et honneurs, il remporte avec eux deux Coupes Stanley en 1990-1991 et 1991-1992.
Au cours de sa carrière, il participe à cinq compétitions internationales avec l'équipe nationale du Canada, montant à chaque fois sur le podium. Il remporte ainsi une médaille de bronze au championnat du monde junior de 1983, une d'argent au championnat du monde de 1985 et enfin la médaille d'or lors de la Coupe Canada 1987, des Jeux olympiques d'hiver 2002 et de la coupe du monde de hockey sur glace 2004. Lors de ses deux derniers tournois internationaux, il est capitaine de l'équipe. En 2004, il devient membre de l'Allée des célébrités canadiennes. En 2009, alors que les Penguins remportent une nouvelle fois la Coupe Stanley, il est élevé chevalier de l'Ordre national du Québec. Propriétaire de l'équipe des Penguins depuis 1999, il est toujours à la tête de l'équipe quand elle remporte des nouvelles fois la Coupe Stanley en 2009, 2016 et 2017.

## Biographie

### Les débuts dans les ligues junior

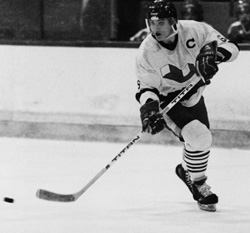
Lemieux sous les couleurs des Voisins de Laval en 1984. Il porte alors déjà son numéro 66.

Mario Lemieux naît le 5 octobre 1965 dans un quartier de Montréal, Ville-Émard, au Québec. Troisième enfant de Pierrette et Jean-Guy Lemieux, il commence à jouer au hockey à l'âge de quatre ans. Il joue au hockey avec ses frères aînés sur la patinoire du quartier, patinoire située derrière l'église de Saint-Jean-de-Matha, mais également dans la maison familiale, utilisant le piano de Pierrette comme un but. Les soirs d'hiver, après l'école, Mario Lemieux passe souvent près de 5 heures sur la glace de Saint-Jean-de-Matha. En 1972-1973, il joue avec les Hurricanes de Ville-Émard dans la catégorie Atom A et remporte le titre de champions de la ville de Montréal. Il évolue aux côtés de Jean-Jacques Daigneault et de Marc Bergevin, deux futurs joueurs professionnels de la LNH. Alors qu'il est âgé de 12-13 ans, Scotty Bowman vient le voir jouer et déclare alors qu'il a vu jouer un jeune joueur, nommé Mario Lemieux qui sera une vedette de la LNH un jour.
Âgé de 15 ans, il est le premier joueur choisi au repêchage de la ligue midget pour jouer avec les Voisins de Laval de la Ligue de hockey junior majeur du Québec (également désignée par le sigle LHJMQ) la dernière équipe de la saison 1980-1981. Sûr de son talent, il annonce alors qu'il compte briser le record du plus grand nombre de points de la saison, record de 251 points détenu par Pierre Larouche depuis 1974.
Lemieux se pose la question de savoir quel numéro il va porter une fois qu'il sera professionnel. Ses agents de l'époque étant également les agents de Wayne Gretzky, célèbre joueur au numéro 99, ils lui suggèrent d'abandonner le 27 qu'il porte en l'honneur de son grand frère Alain, pour prendre le 66 à la fois semblable au 99 de Gretzky tout en étant différent. Il joue sa dernière saison dans la LHJMQ avec le 66. Pour sa première saison sous les couleurs des Voisins de Laval, il atteint 96 points et continue sa montée en puissance la saison suivante, en 1982-1983, en passant à 184 points, le troisième meilleur total de la ligue. Au cours de cette saison, il est appelé pour la première fois avec l'équipe du Canada lors du championnat du monde junior 1983 qui se joue en décembre 1982 et janvier 1983. Le Canada termine à la troisième place avec deux défaites et un match nul alors que Lemieux remporte sa première médaille internationale, la médaille de bronze. Cependant, l'expérience n'est pas une réussite pour Lemieux qui a le mal du pays tout au long de la compétition. Même s'il joue les sept rencontres, il a des faibles temps de jeu pour trois des parties.
Lemieux joue sa dernière saison en junior en 1983-1984 avec les Voisins et, en décembre, il est une nouvelle fois convoqué pour jouer avec le championnat du monde junior 1984 sous la direction du même sélectionneur que l'année passé : Dave King. Lemieux refuse de rejoindre la sélection nationale et déclare qu'il préfère se concentrer sur sa saison. Il ajoute également que c'est une des dernières années de sa vie où il pourra passer les fêtes de fin d'année en famille. La direction de la LHJMQ décide de sanctionner Lemieux en raison de cecette décision en l'interdisant de jouer les rencontres des 19, 28 et 30 décembre ainsi que le match des Étoiles de la LHJMQ. Lemieux et son agent, Gus Badali, décident d'attaquer la sanction de la LHJMQ et ils ont gain de cause auprès de la Cour supérieure du Québec. Lemieux joue toutes les rencontres du calendrier de la LHJMQ et, quelque matchs avant la fin de la saison, il atteint son objectif : dépasser le record des 251 points de Larouche. Il a encore le temps de dépasser deux records de la LHJMQ : les 157 mentions d'assistance de Larouche et les 130 buts de Guy Lafleur. Le dernier match de la saison, le 14 mars 1984, les Voisins jouent contre les Chevaliers de Longueuil et Lemieux entame la rencontre avec d'ores et déjà 127 buts à son compteur. Il commence la rencontre en inscrivant deux buts lors des deux premières minutes de jeu. Au bout de 78 secondes en deuxième période, Lemieux marque son troisième but de la soirée et six minutes plus tard, il compte un quatrième but pour devenir le meilleur buteur de l'histoire de la LHJMQ. Lemieux est ovationné par l'ensemble de la salle et une pause est même faite au cours du match pour que Wayne Gretzky descende du public pour venir féliciter le joueur québécois. Lemieux termine la rencontre avec six buts et cinq aides pour passer son total à 133 buts.
Collectivement, les Voisins de Laval passent les deux premiers tours des séries avant de gagner la finale des séries et remporter la Coupe du président allant avec. Lemieux inscrit un total de 52 points au cours des 14 matchs. L'équipe de Laval gagne ainsi le droit de participer à la Coupe Memorial 1984 de la Ligue canadienne de hockey (LCH) mais les Voisins perdent les trois matchs joués et ce sont les 67 d'Ottawa de la Ligue de hockey de l'Ontario qui remportent la Coupe Memorial. À l'issue de cette saison, Lemieux obtient les honneurs de la LHJMQ : il reçoit le trophée Michel-Brière du meilleur joueur de la saison, le trophée Jean-Béliveau pour le plus grand nombre de points, le trophée Guy-Lafleur du meilleur joueur des séries, que le trophée Michael-Bossy du plus grand espoir de la LHJMQ ainsi que le trophée du joueur de la saison de la LCH. Avec 133 buts et 282 points, il est le meilleur buteur et pointeur de l'histoire de la LHJMQ, sur une saison, records toujours d'actualité en 2024,

### Le repêchage de la LNH

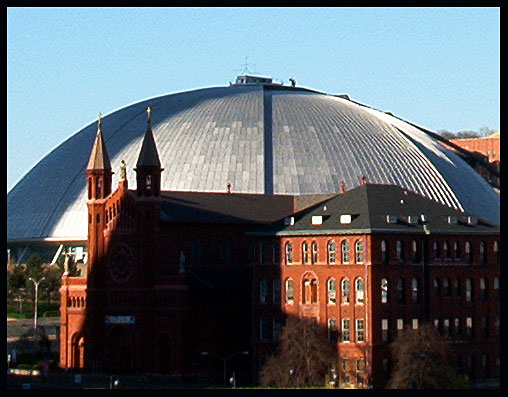
La patinoire de Pittsburgh, la Pittsburgh Civic Arena.

Au début des années 1980, les Penguins de Pittsburgh de la Ligue nationale de hockey connaissent des saisons faibles et, lors de la saison 1983-1984, Eddie Johnston, directeur-général de l’époque, ne fait pas grand-chose pour éviter la dernière place. En effet, Johnston ayant supervisé personnellement le jeune Lemieux au cours de ses matchs avec les Voisins, il veut à tout prix être le premier à choisir lors du futur repêchage. Ainsi, il n’hésite pas à envoyer jouer le gardien de l'équipe des Penguins, Roberto Romano, avec l’équipe mineure alors que celui-ci est en grande forme dans la LNH. À la place, Vincent Tremblay est titularisé et il encaisse 24 buts en quatre matchs. De même, au mois de mars, Randy Carlyle est échangé aux Whalers de Hartford contre un choix de repêchage et un joueur futur, joueur qui n’arrivera qu’après la saison. Les joueurs des Penguins passent leur saison à faire des allers-retours entre l'équipe de la LNH et les ligues mineures. Finalement, les Penguins finissent derniers du classement de la LNH avec 38 points, trois points derrière les Devils du New Jersey.
Malgré les efforts de certains présidents d'autres franchises pour échanger le premier choix avec les Penguins, ces derniers choisissent Lemieux en tant que tout premier joueur du repêchage. Il fait encore une fois parler de lui en refusant de serrer la main du président des Penguins et en refusant de porter le maillot de l'équipe pour la photographie traditionnelle. Ce refus est alors justifié par des problèmes de contrats. Alors que le repêchage se déroule à Montréal, une grande quantité de fans des Penguins regardent la retransmission en direct dans le Civic Arena. La réaction de celui qui devait être leur sauveur choque les fans : pour espérer avoir le premier choix du repêchage, le directeur général et l'ensemble de l'encadrement de l'équipe ont sabordé la saison de l'équipe et Lemieux les remercie en refusant de les saluer et de porter le maillot de l'équipe. Très rapidement, la patinoire se remplit de huées et, par la suite, les lignes du standard des abonnements sont prises d'assaut par les fans déclarant qu'ils ne prendraient l'abonnement que quand Lemieux aurait signé son contrat. Il signe son premier contrat pour plus de 700 000 dollars et pour une durée de deux ans le 14 juin 1984.

### La première saison

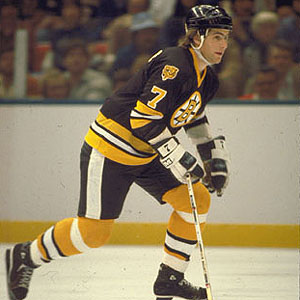
Lemieux inscrit son premier but dans la LNH en contrant le défenseur des Bruins de Boston, Raymond Bourque.

Lemieux arrive à Pittsburgh, avec son père et son agent, peu de temps après la signature du contrat mais ne parle quasiment pas un mot d'anglais. Ratant le début de la préparation de la saison 1984-1985 en raison d'un problème de genoux, il se montre dangereux dès le premier match de l'équipe de la saison. En effet, le 11 octobre, les Penguins sont opposés aux Bruins de Boston dans la patinoire du Boston Garden et Lemieux fait parler de lui pour la première fois dans la ligue. Pour sa première présence sur la glace, il bloque un tir de Raymond Bourque puis part en échappée et bat Pete Peeters sur son premier tir pour donner l'avantage aux Penguins. Seuls ses coéquipiers et Johnston ne sont pas surpris de le voir inscrire un but sur son premier tir et son premier temps de jeu : il a fait de même lors de son premier entraînement ainsi que lors du premier match amical de l'équipe. Malgré un deuxième point pour Lemieux sur une passe décisive, les Penguins s'inclinent sur le score de 4 buts à 3.
Les habitués du Civic Arena doivent attendre encore six jours pour voir leur nouvelle recrue jouer un match devant eux alors que l'équipe compte deux défaites en deux rencontres. Pour ce troisième match, l'équipe de Pittsburgh est opposée aux Canucks de Vancouver ; au bout de 18 secondes, Lemieux inscrit son premier point devant son public. Deux minutes plus tard, Gary Lupul des Canucks vient provoquer Lemieux en lui mettant deux coups de crosses dans le ventre. Lemieux ne recule pas, jette ses gants et se bat pour la première fois de sa carrière dans la LNH. Plus grand et plus massif que Lupul, Lemieux prend le dessus et quand les arbitres interviennent pour les séparer, John Garrett, le gardien des Canucks se précipite sur Lemieux ; le gardien reçoit une pénalité de match en conséquence.
En février, Lemieux participe au 37e Match des étoiles de la LNH alors que le commentateur de la Société Radio-Canada, Don Cherry, déclare que Lemieux est un flotteur, insinuant que Lemieux ne participe pas au jeu défensif de son équipe et se laisse porter par ses coéquipiers. Lemieux répond alors que les Penguins lui demandent de joueur attaquant et se moquent bien de son jeu défensif. Auteur de deux buts et d'une passe décisive pour les joueurs de l'Association Prince de Galles, il est désigné meilleur joueur de la rencontre.
À l'issue de cette première saison régulière, Lemieux qui manque 7 matchs totalise cent points, le 13e pointeur de la saison, avec la moitié des points du meilleur Wayne Gretkzy. Lemieux est le troisième rookie de l'histoire de la LNH à dépasser la barre des 100 points après Peter Šťastný en 1980-1981 et Dale Hawerchuk en 1981-1982. Comme ses deux prédécesseurs, il remporte le trophée Calder du meilleur rookie de la saison. Malgré les efforts du jeune joueur, l'équipe de Pittsburgh termine à la dernière place de la division et manque les séries éliminatoires.
La saison n'est pas pour autant finie pour Lemieux qui fait ses débuts dans le championnat du monde senior. Avec 4 victoires en 7 rencontres, les Canadiens sont classés troisièmes du premier tour. Le tour final est joué entre les 4 meilleures nations de la compétition (dans l'ordre du classement) : l'URSS, les États-Unis, le Canada et la Tchécoslovaquie, nation hôte du tournoi. Après une victoire 3 à 2 contre les Américains, les Canadiens battent les Soviétiques sur le score de  3 à 1, deux des buts du Canada étant inscrits par Lemieux Le match décisif oppose la Tchécoslovaquie au Canada et ce sont les locaux qui s'imposent 5 buts à 3. Lemieux est sélectionné dans la seconde équipe type du tournoi.

### Des saisons sans séries

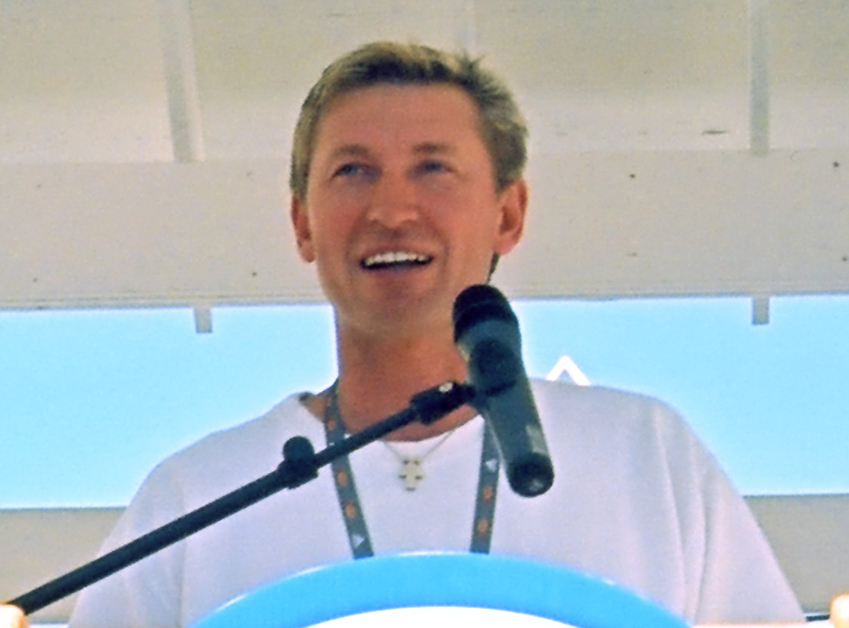
Tout au long de sa carrière, Lemieux est comparé à Wayne Gretzky (ici en 2001).

La saison suivante, Lemieux totalise 141 points et finit à la deuxième place des pointeurs derrière les 215 réalisations de Wayne Gretzky. Le 31 décembre, il inscrit son premier tour du chapeau dans la LNH en inscrivant quatre buts contre les Blues de Saint-Louis. Il est désigné en tant que meilleur joueur de la saison après le vote des autres joueurs et remporte son premier trophée Lester-B.-Pearson mais les Penguins ne se qualifient toujours pas pour les séries en manquant les séries de deux points,. Lors de la saison 1986-1987, il manque dix-sept matchs de son équipe, faisant ainsi « chuter » son total de points à 107 ; mais il réussit tout de même sa première campagne au-dessus du plateau des 50 buts avec 54 filets ; les Penguins ratent une nouvelle fois les séries.
Avant les débuts de la saison 1987-1988, Lemieux participe à la Coupe Canada 1987. Il affronte les Soviétiques aux côtés de Wayne Gretzky, Mark Messier et Paul Coffey lors de la finale qui se joue en trois rencontres. Les Canadiens perdent la première partie 6 à 5 lors de la prolongation après avoir remonté un déficit de 4 buts à 1. Pour le deuxième match, les Canadiens prennent le large avec une avance 3 à 1 mais, avant la fin du deuxième tiers, le score est de 3 partout. Au cours du troisième tiers-temps, Lemieux inscrit deux buts, assisté les deux fois par Gretzky, mais les Soviétiques reviennent au score à chaque fois. Après une première période de prolongation sans évolution du score Gretzky réalise sa cinquième passe décisive du match pour le troisième but victorieux de Lemieux. Au cours du dernier match de la série, les Soviétiques assomment les Canadiens en inscrivant trois buts en huit minutes mais l'équipe canadienne revient au score pour finalement mener 5-4 à l'issue du deuxième tiers. Au cours du troisième tiers-temps, les Soviétiques égalisent et tout semble faire croire que le match va aller une nouvelle fois vers les prolongations quand, à une minute trente de la fin, Gretzky réalise une nouvelle passe pour Lemieux qui inscrit le but de la victoire et de la médaille d'or,.
En 1987-1988, Lemieux inscrit 168 points pour le titre de meilleur pointeur de la saison, et termine 19 points devant Gretzky, ce dernier ayant toutefois joué 13 matchs de moins que Lemieux. Les Penguins, entraînés par Pierre Creamer, sont tout proches de la qualification avec leur meilleure moyenne de victoires en neuf saisons. Cependant, Creamer fait peur à plusieurs reprises à ses joueurs : préférant parler en français qu'en anglais, il lui arrive de ne pas bien suivre l'évolution des points de son équipe au classement général. Ainsi, deux matchs avant la fin de la saison, les Penguins doivent absolument remporter le match pour continuer à croire à une qualification pour les séries mais il est alors persuadé qu'un match nul suffit. Il met alors un certain temps à se rendre compte de son erreur et ne réagit qu'à quelques secondes de la fin du match contre les Capitals de Washington alors que le score est de six buts partout. Il décide alors de demander un temps mort et parle directement à Mario Lemieux en français, laissant involontairement les autres joueurs de côté. Finalement, Lemieux inscrit le but de la victoire mais cela n'est pas suffisant pour obtenir la précieuse qualification. Lemieux est également capitaine de l'équipe cette saison avec Dan Frawley, rôle qu'il aura souvent au long de sa carrière,. Au cours de cette saison, il ne peut pas participer aux Jeux olympiques d'hiver car il est blessé.
Il remporte le trophée Art-Ross du meilleur pointeur, le trophée Hart du meilleur joueur selon la presse ainsi que le trophée Lester-B.-Pearson. Il participe également au 39e Match des étoiles de la LNH et remporte encore une fois le titre de MVP. En effet, au cours du match remporté par sa conférence, il inscrit trois des six buts de l'équipe et réalise trois passes sur les trois autres buts. Il remporte également au cours de cette saison le trophée Lionel-Conacher en tant qu'athlète canadien de l'année.

### Les premières participations aux séries

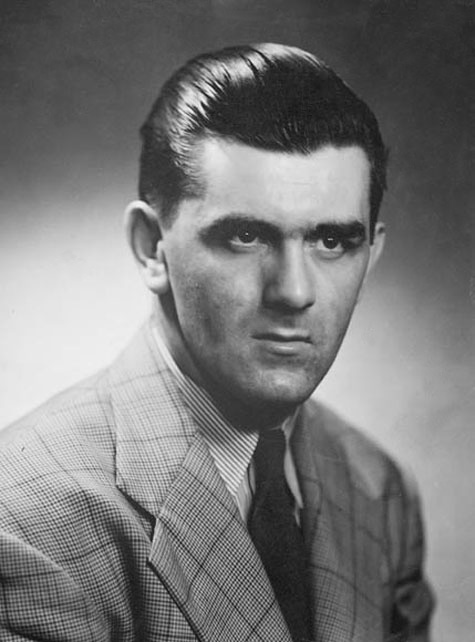
Maurice Richard, premier joueur de la LNH à inscrire 50 buts en 50 matchs.

En 1988-1989, Lemieux connaît ce qui va devenir sa plus belle saison personnelle : il devient le quatrième joueur de l'histoire, après Maurice Richard, Mike Bossy et l'inévitable Gretzky, à inscrire 50 buts en 50 matchs. Il réalise cet exploit au cours du 46e match de son équipe, son 44e de la saison, exploit qu'il avait manqué de peu d'accomplir la saison précédente avec son 50e but lors de son 51e match. Le 31 décembre, il réalise un exploit unique dans le monde de la LNH : il inscrit huit points au total dont cinq buts mais surtout devient le premier joueur à inscrire un but dans les cinq configurations possibles au cours du même match – à égalité de force, en supériorité numérique, en infériorité numérique, sur un tir de fusillade et enfin dans le but vide des Devils du New Jersey,. Cet exploit est depuis appelé quintella et est souvent référencé comme « 5 buts, 5 différentes façons de marquer ». Il finit la saison avec 85 buts et 114 aides – à égalité pour le nombre de passes avec Gretzky – ce qui donne un total de 199 points, le plus haut total jamais atteint par un joueur depuis le début de la LNH, mis à part Gretzky qui a dépassé la marque des 200 points à quatre reprises,.
À la fin de la saison régulière, les Penguins sont à la deuxième place du classement de leur division – derrière les Capitals de Washington – et à la quatrième de la conférence. Ils se qualifient pour la première fois pour les séries depuis 1982. Après avoir passé au premier tour les Rangers de New York en quatre matchs nets, les Penguins affrontent les Flyers de Philadelphie. Alors qu'il n'aurait pas dû jouer le cinquième match de la série, ayant subi une blessure au cou lors d'une collision avec son coéquipier Randy Cunneyworth au cours du match précédent, Lemieux marque encore une fois l'histoire de la LNH. En ce soir du 25 avril, il inscrit quatre buts lors de la première période, trois aides dans la deuxième pour un total de huit points pour une victoire 10 à 7. Il égale ainsi trois records, celui pour le nombre de buts en une période durant un match des séries, celui du nombre de passes au cours d'une période, toujours pour un match des séries, ainsi que ceux du plus grand nombre de buts et de points sur un match,. Malgré ce succès personnel, les Penguins perdent la série en sept matchs. À l'issue de la saison, Lemieux remporte une nouvelle fois le trophée Art-Ross mais le trophée Hart revient à Gretzky.
Au cours de la saison 1989-1990, les Penguins ne réussissent pas à se qualifier pour les séries mais Lemieux fait parler de lui à plusieurs reprises. Tout d'abord le soir du 21 janvier, il inscrit quatre buts - dont trois sur ses trois premiers tirs - lors du 41e Match des étoiles de la LNH qui se tient dans « sa » patinoire du Civic Arena et il est élu pour la troisième fois MVP du match. Seul Wayne Gretzky avait réussi à marquer 4 buts au cours d'un Match des étoiles.
Ensuite, le soir du 14 février, il est obligé de sortir au cours de la deuxième période d'un match contre les Rangers. Il met ainsi fin à la deuxième plus longue série de matchs avec points de l'histoire de la LNH avec 46 matchs, la plus longue série étant de 51 matchs pour Gretzky,. Lemieux souffre alors de plus en plus de son dos, à tel point qu'il a parfois du mal à lacer tout seul ses patins. Il finit sa saison avec 21 matchs ratés au total et un total de 123 points pour la quatrième place du classement des pointeurs.
Finalement son mal de dos se transforme en hernie discale. Le 11 juin 1990, les chirurgiens procèdent alors à l'ablation d'un disque vertébral, mais survient une infection postopératoire et quatre semaines d'alitement pour le joueur. Il se remet, mais la douleur ne disparaîtra jamais complètement. Il manque tout de même les 50 premiers matchs de la saison 1990-1991.

### Les Coupes Stanley

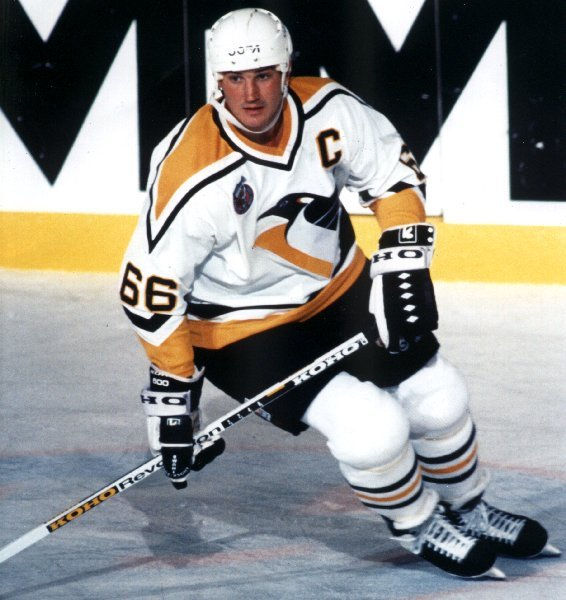
Lemieux en 1992.

À l'occasion du repêchage de 1990, les Penguins sont la cinquième équipe invitée à choisir et leur choix se porte sur un jeune tchèque, Jaromír Jágr, supervisé par Craig Patrick, directeur général de l'équipe depuis novembre 1989. À son arrivée dans la ville de Pittsburgh, Patrick monte une fête de bienvenue et invite plusieurs Tchèques locaux afin de lui proposer des solutions simples et temporaires d'hébergement. Au cours de la soirée, Lemieux, se souvenant de son arrivée à Pittsburgh six ans plus tôt, vient discuter avec Jágr et lui offre son aide pour toute question ou tout problème.
La saison des Penguins commence quand même de la pire manière qu'il soit car ils sont privés de leur capitaine. L'équipe doit alors s'appuyer sur Jágr, Tom Barrasso, Paul Coffey, John Cullen et Randy Hillier mais également sur les nouveaux joueurs Larry Murphy, Ron Francis et Ulf Samuelsson. Patrick fait également signer « Badger Bob » Johnson pour diriger l'équipe et Scotty Bowman en tant qu'assistant,.
Finalement, Lemieux remonte sur la glace pour la première fois en janvier 1991 et fin mars 1991, à l'issue du dernier match de la saison, l'équipe pointe à la première place de sa division, pour la première fois de son histoire. À titre personnel, Lemieux compte tout de même 45 points en 26 matchs. Les Penguins parviennent à se hisser à la finale de la Coupe Stanley en perdant à chaque fois le premier match des différents tours des séries disputées contre les Devils du New Jersey, les Capitals de Washington puis les Bruins de Boston. Ils retrouvent en finale les North Stars du Minnesota, perdent le premier match mais finalement remportent la Coupe sur le score de 4 matchs à 2, la dernière rencontre étant remportée sur le score de 8-0,. Lemieux finit meilleur passeur de l'équipe avec 28 aides, deuxième meilleur buteur avec 16 buts – un de moins que Kevin Stevens – et donc meilleur pointeur de l'équipe avec 44 points en 23 matchs joués sur 24 rencontres. Lemieux est également récompensé par la LNH et se voit remettre le trophée Conn-Smythe du meilleur joueur des séries. Malgré tout, son dos lui fait de plus en plus mal et il manque le troisième match de la série finale contre Minnesota, incapable de se pencher pour faire lui-même les lacets de ses patins. Tracy Luppe, responsable de l'intendance des Penguins, est alors obligé de lui lacer et délacer les patins entre les périodes puis au début de chacun des matchs suivants.
La saison 1991-1992 commence mal pour les Penguins : l'équipe championne en titre est privée de Johnson atteint d'une tumeur du cerveau et hospitalisé. Bowman prend sa place derrière le banc et le 26 novembre 1991, Johnson décède. Sur 80 matchs de saison régulière, Lemieux en joue 64 pour 131 points. Il finit avec le plus haut total de la LNH cette année-là, suivi par Stevens avec 123 points et Gretzky 121. Les Penguins sont classés troisièmes de leur division, Lemieux remporte son troisième trophée Art-Ross et les Penguins écartent au premier tour les Capitals puis sont opposés aux Rangers.
Au cours du deuxième match contre les Rangers, Lemieux sort sur blessure à la suite d'un coup de crosse d'Adam Graves qui vient lui briser le poignet et lui fait manquer cinq matchs des séries. Il revient finalement au jeu pour participer à la série contre les Bruins et lors du quatrième match, Lemieux inscrit ce qui est souvent considéré comme un de ses dix plus beaux buts : sur une échappée, seul Raymond Bourque est là pour défendre et les deux joueurs patinent vers le but des Bruins. Lemieux passe alors le palet au milieu des patins de Bourque qui ne sait plus trop où celui-ci se trouve et, finalement, Lemieux inscrit le but contre Andy Moog. Les Penguins remportent leur deuxième Coupe Stanley en écartant les Blackhawks de Chicago en quatre matchs nets et Lemieux finit meilleur buteur de l'équipe avec 16 filets et meilleur pointeur avec 34 réalisations. Il reçoit pour la deuxième année consécutive le titre de meilleur joueur des séries. En 1991, Mario Lemieux prête son nom à un jeu vidéo de hockey sur glace sur Mega Drive : Mario Lemieux Hockey.

### Maladie de Hodgkin
Il commence la saison 1992-1993 comme il avait terminé la saison précédente et lors des douze premiers matchs, il inscrit au minimum un but par match. Il semble prêt à relever les records de Gretzky mais le 12 janvier 1993, il rencontre le médecin de l'équipe, le docteur Charles Burke. Celui-ci a fait la biopsie d'une petite bosse découverte dans son cou et lui annonce alors qu'il souffre de la maladie de Hodgkin, c'est-à-dire un cancer. Heureusement pour le joueur, le cancer est découvert à temps et est bien traité,. Lors d’une conférence de presse, il explique : « Je suis un optimiste et je vais le rester. Parfois, la vie vous réserve de mauvaises surprises, mais il faut passer au travers ». À son retour au jeu après deux mois d'arrêt, il n'est que 12 points derrière Pat LaFontaine pour le titre de meilleur pointeur.
Les traitements de radiothérapie l'épuisent mais, après sa dernière séance, le 2 mars 1993, il prend l'avion pour rejoindre Philadelphie et ses coéquipiers. Il n'hésite alors pas et joue la rencontre avec un but à la clé (et une passe décisive) malgré la défaite 5-4 de son équipe face aux Flyers, éternels rivaux des Penguins. Lors de son arrivée sur la glace, le public du Wachovia Spectrum lui offre une longue ovation pour saluer son retour.
L'effet du retour de Lemieux sur son équipe se fait sentir au cours des matchs suivants et, du 9 mars au 10 avril, dernière journée de la saison, l'équipe remporte les dix-sept matchs pour un record de la LNH et une première place dans la division avec 119 points, le plus haut total de l'histoire de la franchise. Lemieux reprend également sa place de meilleur pointeur de la LNH avec 160 réalisations – 69 buts et 91 aides – en seulement 60 matchs – soit une moyenne de 2,67 points par match. Il remporte son deuxième trophée Art-Ross consécutif, le quatrième en tout. Peu de temps après, il fonde la « Fondation Mario Lemieux » pour collecter des dons pour différents organismes médicaux dont la recherche sur le cancer.
En séries éliminatoires, les Penguins écartent les Devils en cinq matchs mais chutent au tour suivant contre les Islanders de New York en sept matchs. Finalement, en plus du trophée Art-Ross, Lemieux reçoit son deuxième trophée Lester-B.-Pearson du meilleur joueur selon ses pairs et son premier trophée Bill-Masterton récompensant sa persévérance et son état d'esprit.
Le 28 juillet, il subit sa deuxième opération du dos afin de soigner une hernie discale et, à cause de celle-ci, il manque une nouvelle fois le début de la saison 1993-1994. Il rate ainsi les dix premiers matchs puis quarante-huit autres matchs au cours de l'année. Fatigué par ses problèmes de dos, il annonce le 29 août 1994 qu'en raison de ses opérations il préfère mettre sa carrière entre parenthèses et manque ainsi l'intégralité de la saison 1994-1995.

### Premier retour au jeu

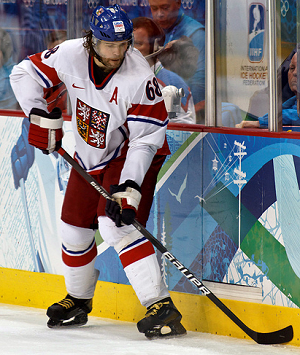
Jaromír Jágr coéquipier et ami de Lemieux pendant huit saisons.

Pour son retour au jeu, en octobre 1995, le 26 du mois, il inscrit son 500e but lors d'un match contre les Islanders ; il joue alors son 605e match, le deuxième plus petit total de match pour atteindre 500 buts derrière Gretzky qui a marqué son 500e but à l'occasion de son 575e match. À l'issue de la saison, les joueurs de Pittsburgh briguent toutes les premières places du classement des pointeurs : Lemieux est premier avec 161 points – meilleur buteur, passeur et pointeur, Jaromír Jágr deuxième avec 149 points et Ron Francis en quatrième position est auteur de 119 points dont 92 aides. Logiquement, Lemieux remporte son cinquième trophée Art-Ross et son troisième trophée Hart alors que Pittsburgh perd en finale de conférence contre les Panthers de la Floride en sept matchs.
Lemieux inscrit son 600e but lors de son 719e match le 4 février de la saison suivante contre les Canucks de Vancouver. Au cours du mois de mars, Lemieux et sa femme Nathalie, déjà parents de deux filles, attendent un nouvel enfant et les probabilités sont de plus en plus grandes pour qu'il soit prématuré. Finalement, le 26 mars, Austin, le premier garçon des Lemieux, naît trois mois et demi avant terme. Lemieux peut alors se concentrer sur son prochain match : les Blues de Saint-Louis qui compte dans ses rangs Gretzky depuis un mois. Au cours de cette soirée, il inscrit cinq buts et totalise huit points à la fin du match, une victoire sur le score de 8-4. À la fin de la saison, il remporte une nouvelle fois le trophée Art-Ross en finissant la saison avec plus de 100 points pour la dixième fois de sa carrière. Encore une fois, un seul joueur a fait mieux que Lemieux sur ce chapitre : Gretzky a eu quinze saisons avec plus de 100 points et a inscrit son 600e but en 718 matchs. À la suite de la saison, les Penguins jouent une nouvelle fois les séries et, le 6 avril, Lemieux annonce qu'il prendra sa retraite à l'issue de celles-ci.
Les Penguins sont éliminés en cinq matchs par les Flyers. Lors du quatrième match dans la patinoire du Civic Arena, les fans font alors une ovation à Mario Lemieux, persuadés de le voir évoluer pour la dernière fois sous leurs yeux. Avec un peu plus d'une minute dans le temps de jeu, il reçoit une passe de Ian Moran et part battre en échappée Garth Snow sous les hourras des supporteurs. Lors du cinquième match, il inscrit un but et une passe décisive pour sa, supposée, dernière apparition sur une patinoire de la LNH.
Il met fin à sa carrière après 834 matchs joués pour 683 buts, 966 passes décisives, 1 649 points et 820 minutes de pénalité au total dont 745 matchs, 613 buts, 881 aides, 1 494 points et 737 minutes au cours des rencontres de saisons régulières. Le jour de sa retraite, il a une moyenne de 2,005 points par match, la meilleure moyenne de points par match de l'histoire de la LNH. Au cours de l'été, il est admis au Temple de la renommée du hockey sans attendre les trois années habituellement nécessaires,.

### Propriétaire des Penguins
Depuis le début des années 1990, les finances des Penguins ne sont pas au mieux et, lorsque Lemieux prend sa retraite, l'équipe lui doit encore plusieurs années de salaires non payés. De même, les dirigeants de la franchise n'ont pas hésité par le passé de demander à certains de leurs gros salaires de baisser leurs exigences afin de maintenir l'équipe à peu près à flot. Finalement, quand les propriétaires de l'équipe la mettent en cessation de paiements, Lemieux monte un projet afin de proposer un plan de rachat : en échange des années de salaires impayés, il propose de devenir propriétaire majoritaire de l'équipe. Il promet également de tout faire pour conserver la franchise dans la ville de Pittsburgh. Deux autres projets sont en concurrence avec celui de Lemieux, celui de Fox Sports Net, diffuseur des matchs des Penguins et celui de Spectacor Management Group, un groupe dirigeant notamment la gestion de la patinoire de Pittsburgh. Finalement, le 3 septembre 1999, un juge de la cour des faillites - United States bankruptcy court - décide de donner sa chance au projet de Lemieux. Les arguments qui ont fait pencher la balance en faveur de Lemieux sont qu'il s'était engagé à rembourser l'intégralité des dettes contractées par l'équipe, objectif atteint en août 2005. Mario Lemieux devient alors le premier ancien joueur propriétaire d'une équipe de la LNH et il occupe le poste de président de la franchise, président du comité de direction - chairman - et chief executive officer.

### Second retour au jeu
À la fin du mois de novembre 2000, alors que cela fait un mois que Lemieux n'a plus été vu dans l'entourage des Penguins, il réunit dans la même salle le président et le CEO de l'équipe, Tom Rooney et Tom McMillan. Il commence par leur annoncer que, finalement, il a réfléchi pendant tout ce temps et qu'il va y avoir du changement. Alors que les deux hommes craignent le pire, il annonce au contraire qu'absent depuis un mois pour se remettre en condition physique, il compte faire son retour sur les patinoires fin décembre, à l'âge de 35 ans. La raison principale de son retour est qu'il souhaite avant tout que son fils, Austin, le voie jouer sur une patinoire de la LNH.
Il fait son retour au jeu le 27 décembre 2000 dans un match à Pittsburgh contre les Maple Leafs de Toronto. Plus de 300 journalistes sont présents pour couvrir son retour au jeu, le match étant diffusé en direct dans plusieurs pays. Le match débute par la descente du maillot frappé du 66 de Lemieux, alors accroché dans les chevrons de la patinoire, puis trente-trois secondes après le premier engagement, il marque le premier de ses points de la saison. Il réalise un de ses mouvements préférés en allant vers les buts adverses, faisant un tour sur lui-même pour offrir un but à Jaromír Jágr, lancé plein axe, qui trompe le gardien des Maple Leafs. Finalement, ce soir là, Lemieux récolte trois points dont un but. Au total, il ne joue que 43 matchs au cours de la saison mais inscrit tout de même 76 points. Il est finaliste pour recevoir les trophées Hart et Lester-B.-Pearson mais, finalement, Joe Sakic remporte les deux trophées,. Qualifiés pour les séries, les Penguins battent les Capitals de Washington puis les Sabres de Buffalo mais perdent en finale de conférence contre les Devils du New Jersey. Lemieux est alors le meilleur pointeur de l'équipe des séries.

### Un retour compliqué

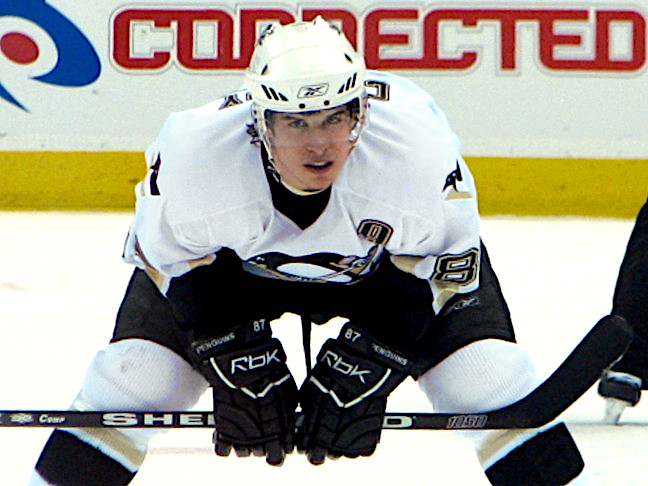
Sidney Crosby, nouveau capitaine des Penguins de Pittsburgh après le départ de Lemieux.

Malgré son retour au jeu, il souffre toujours de problèmes de santé et il a un temps de jeu limité : en 2001-2002, il joue 24 matchs puis 67 l'année suivante et seulement 10 en 2003-2004. Au cours de ces trois saisons, les Penguins finissent dans les profondeurs du classement mais ont comme consolation de pouvoir recruter de jeunes talents : Ryan Whitney, Marc-André Fleury et Ievgueni Malkine sont ainsi choisis lors des différents premiers tours des repêchages. Pour les Jeux olympiques de 2002, Gretzky n'est plus sur la glace mais, en tant que directeur général de l'équipe, il décide de confier le rôle de capitaine à Lemieux. Vexés d'avoir fini quatrièmes quatre ans plus tôt, les Canadiens abordent le tournoi en tant que favoris de la compétition. Associé à Paul Kariya, Lemieux et son équipe remportent bel et bien la médaille d'or en battant les États-Unis en finale sur le score de 5 à 2, Lemieux terminant deuxième pointeur de l'équipe du Canada.
En 2004, Lemieux est admis dans l'Allée des célébrités canadiennes, équivalent canadien du Walk of Fame d'Hollywood. Le 20 août 2004, Hockey Canada annonce la liste du capitaine et de ses assistants pour la coupe du monde qui aura lieu début septembre. Encore une fois, Lemieux est désigné capitaine de l'équipe et il est assisté d'Adam Foote, Jarome Iginla, Scott Niedermayer et Joe Sakic. À l'issue de la première phase, le Canada est en tête de la compétition et l'équipe de Lemieux va jusqu'à la finale pour y remporter la médaille d'or en battant la Finlande. Il gagne une nouvelle médaille mais à la suite du tournoi, il semble inquiet sur son avenir dans le monde du hockey : la coupe du monde 2004 a lieu en début de saison et des signes laissent déjà penser que la saison 2004-2005 de la LNH sera annulée par la grève des propriétaires.
En juillet 2005, alors que la saison précédente a été annulée par un lock-out, un tirage au sort est organisé par la LNH pour savoir quelle équipe va choisir en premier lors du repêchage. Ce sont finalement les Penguins de Mario Lemieux qui ont l'honneur de pouvoir choisir le jeune et prometteur Sidney Crosby. Finalement les deux joueurs sont peu utilisés ensemble : Lemieux prend sa retraite après 26 matchs de la saison 2005-2006 et ils ne jouent que peu sur la même ligne avec seulement une passe de Lemieux pour un but de Crosby. Malgré tout, Lemieux se veut être un guide pour Crosby et ainsi, pour sa première saison dans la LNH, Crosby est logé dans la maison de Lemieux en attendant qu'il trouve un endroit où il pourra vivre dans la ville.
En effet, le 24 janvier 2006, à 40 ans, Lemieux annonce qu'il raccroche ses patins pour une deuxième fois et pour de bon : quelques semaines plus tôt il lui a été diagnostiqué un problème d'arythmie cardiaque, une fibrillation auriculaire. Il considère également qu'il est temps pour lui d'arrêter sa carrière car il ne se sent plus jouer au même rythme qu'auparavant,. Avec 170 matchs joués en plus dans sa carrière et 229 points, Lemieux a fait tomber sa moyenne à 1,88 point par match et a offert un nouveau record à Wayne Gretzky.

### Son style de jeu et son impact sur le monde du hockey

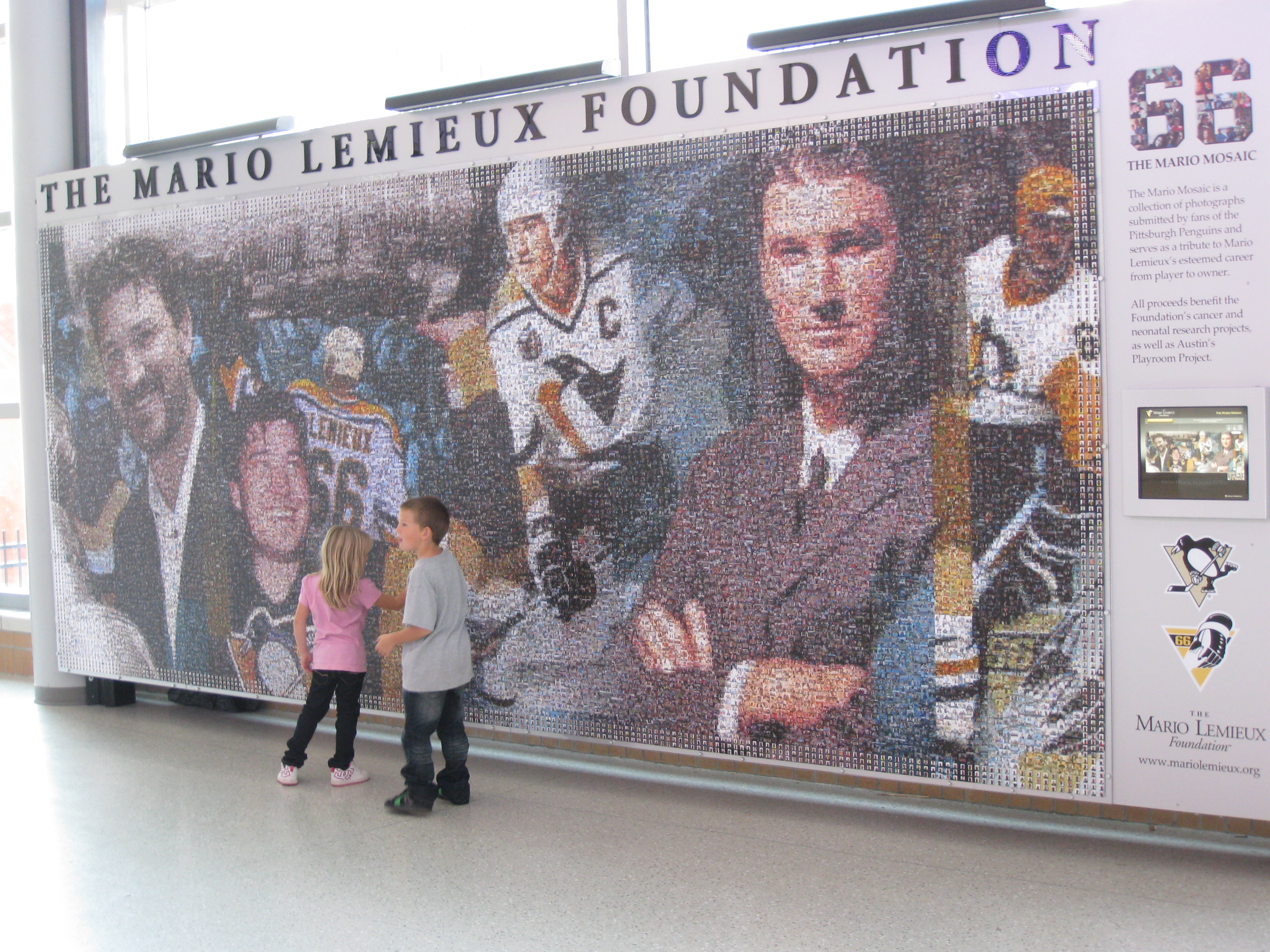
La mosaïque en hommage à Mario Lemieux dans le Consol Energy Center.

Mario Lemieux jouait en tant que centre et était autant capable de faire marquer des buts que d'en marquer lui-même. Ainsi, Luc Robitaille dira à son propos que même un extincteur jouant sur la même ligne que Lemieux pourrait inscrire 40 buts par an. Ainsi, par exemple, Warren Young inscrivit 40 buts en jouant avec lui pour sa première saison, Terry Ruskowski qui a 31 ans atteignit son record personnel avec 26 buts ou encore Markus Näslund qui inscrivit 15 points lors de ses 85 premiers matchs dans la LNH puis passa à 52 points en 66 matchs quand il fut mis sur la même ligne que Lemieux. Au début de sa carrière avec les Penguins, Lemieux fut associé à Rob Brown et Bob Errey, puis à Kevin Stevens et Rick Tocchet pour les deux Coupes Stanley et enfin à Jaromír Jágr et Ron Francis avant son premier départ à la retraite.
De par sa grande taille, 1,94 m, Lemieux n'avait pas peur des défenseurs adverses et il lui arrivait de tenter des passages en force. Il marqua ainsi plusieurs buts en passant au milieu de deux défenseurs de l'équipe adverse et bien qu'ayant deux défenseurs « accrochés » à lui, il parvenait à glisser le palet dans les buts adverses. Malgré cela, de par sa taille, il fut également souvent la cible des mises en échec des joueurs adverses ce qui ne put que détériorer l'état de son dos.

### Reconversion

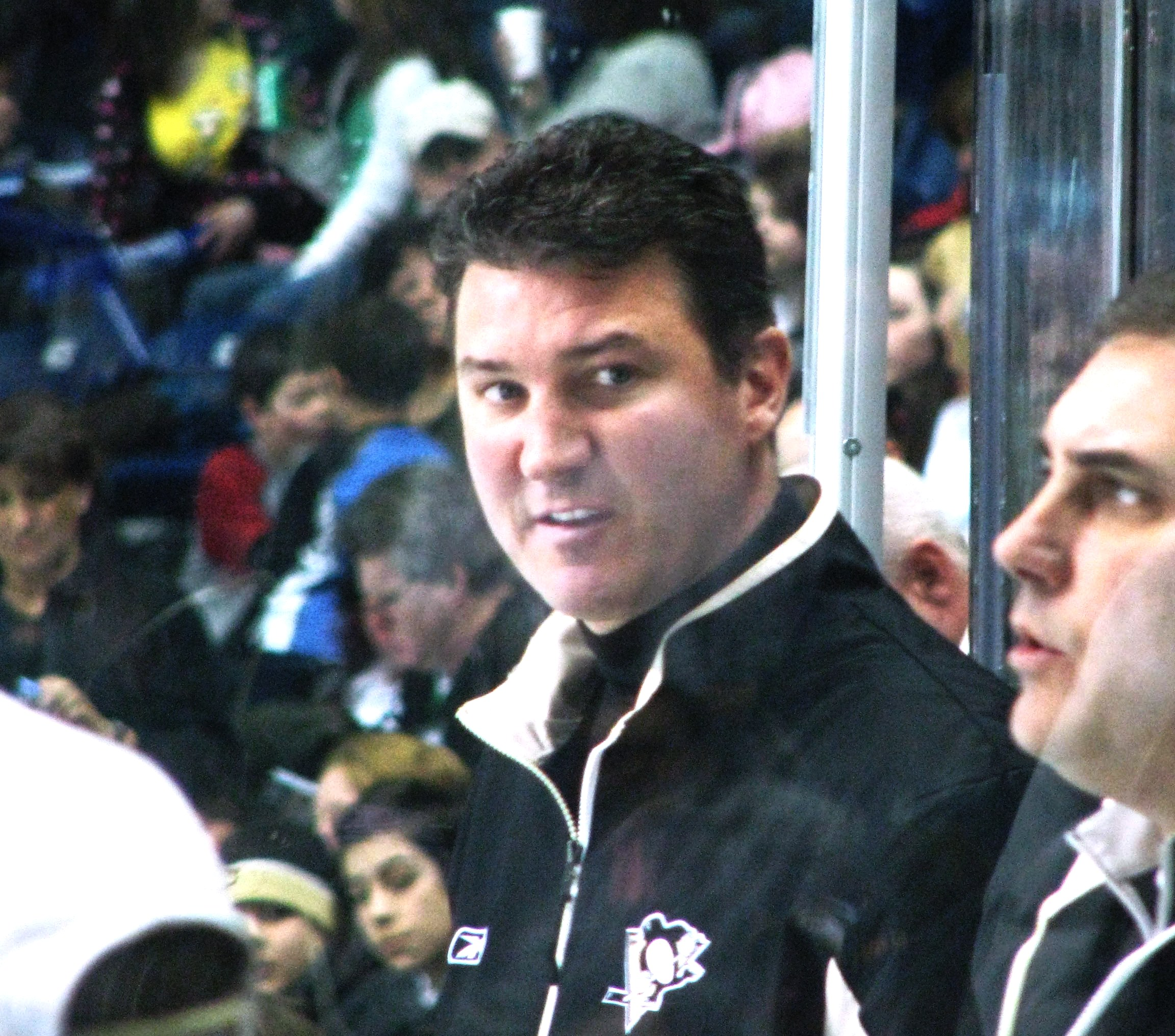
Mario Lemieux agissant en tant qu'entraîneur de l'équipe de Pittsburgh au Tournoi international de hockey pee-wee de Québec de 2009

Outre ses fonctions de direction pour l'équipe des Penguins, Mario Lemieux passe derrière le banc pour entraîner l'équipe junior dans laquelle évolue son fils, Austin. Ainsi, avec son frère Alain, ils sont tous les deux entraîneurs d'une équipe pee-wee de Pittsburgh qui représente les Penguins au tournoi international de hockey pee-wee de Québec en 2009.

## Vie privée

### Sa famille
Il est le troisième et dernier fils de Jean-Guy et Pierrette Lemieux. De ses deux frères, Alain et Richard, seul Alain connaîtra également une carrière de joueur de hockey professionnel. Celui-ci commence sa carrière dans la Ligue de hockey junior majeur du Québec et remporte le trophée Guy-Lafleur en 1981. Sélectionné par les Blues de Saint-Louis en 1980, il jouera dix-huit saisons en tant que professionnel avec 119 matchs dans la LNH dont un sous les couleurs des Penguins de Pittsburgh. Ce soir là, Mario ne joue pas le match et Alain porte le numéro 11 après que le préparateur de maillot lui eut proposé de porter le 33 puisqu'étant « à moitié bon comme son frère ».
Mario épouse Nathalie Asselin le 26 juin 1993 qu'il a rencontrée dix ans plus tôt en 1982. Ils ont eu ensemble quatre enfants : Lauren, née en 1993, Stephanie, née en 1995, Austin, né en 1996, et Alexa, née en 1997.
Il n'a aucun lien, autre que le même patronyme, avec un autre joueur de sa génération : Claude Lemieux.

### La Fondation Mario Lemieux

Logo de la Fondation Mario Lemieux

Au cours de l'année 1993, Lemieux crée la Fondation Mario Lemieux qui vise à collecter des dons pour divers organismes médicaux. Elle finance notamment la recherche en néonatologie, un sujet cher à Mario Lemieux : son fils Austin est né trois mois et demi avant terme, ne pesant que 1,05 kg. La fondation est principalement financée par un tournoi annuel de golf, réparti sur quatre jours et rassemblant un grand nombre de vedettes. De même, il est possible d'acheter des produits de toutes sortes aux couleurs de la fondation.
Le jour de son anniversaire, le 5 octobre 2010, Mario Lemieux dévoile une mosaïque réalisée avec 21 000 photographies de fans et d'ouvriers de la construction de la nouvelle patinoire des Penguins, le Consol Energy Center. Cette mosaïque représente un montage de six photographies de Lemieux entre ses débuts et la victoire en 2009. Chacun des emplacements de photographies de fans coûte 66 dollars, les fonds récoltés étant versés à la Fondation Mario Lemieux. Les ouvriers et personnes ayant travaillé sur la construction du complexe sont tous en photographie et constituent la bordure du montage.

## Statistiques
Pour la signification des abréviations, voir statistiques du hockey sur glace.
| Saison     | Équipe                 | Ligue      |                            | Saison régulière           | Saison régulière           | Saison régulière           | Saison régulière           | Saison régulière           |                            | Séries éliminatoires       | Séries éliminatoires       | Séries éliminatoires       | Séries éliminatoires | Séries éliminatoires |
| Saison     | Équipe                 | Ligue      | PJ                         | B                          | A                          | Pts                        | Pun                        | PJ                         | B                          | A                          | Pts                        | Pun                        |                      |                      |
| 1979-1980  | Hurricanes de Montréal | QAHA       | Statistiques indisponibles | Statistiques indisponibles | Statistiques indisponibles | Statistiques indisponibles | Statistiques indisponibles | Statistiques indisponibles | Statistiques indisponibles | Statistiques indisponibles | Statistiques indisponibles | Statistiques indisponibles |                      |                      |
| 1980-1981  | Concordia de Montréal  | QAAA       | 47                         | 62                         | 62                         | 124                        | 127                        | 3                          | 2                          | 5                          | 7                          | 8                          |                      |                      |
| 1981-1982  | Voisins de Laval       | LHJMQ      | 64                         | 30                         | 66                         | 96                         | 22                         | 18                         | 5                          | 9                          | 14                         | 31                         |                      |                      |
| 1982-1983  | Voisins de Laval       | LHJMQ      | 66                         | 84                         | 100                        | 184                        | 76                         | 12                         | 14                         | 18                         | 32                         | 18                         |                      |                      |
| 1983-1984  | Voisins de Laval       | LHJMQ      | 70                         | 133                        | 149                        | 282                        | 92                         | 14                         | 29                         | 23                         | 52                         | 29                         |                      |                      |
| 1984-1985  | Penguins de Pittsburgh | LNH        | 73                         | 43                         | 57                         | 100                        | 54                         |                            |                            |                            |                            |                            |                      |                      |
| 1985-1986  | Penguins de Pittsburgh | LNH        | 79                         | 48                         | 93                         | 141                        | 43                         |                            |                            |                            |                            |                            |                      |                      |
| 1986-1987  | Penguins de Pittsburgh | LNH        | 63                         | 54                         | 53                         | 107                        | 57                         |                            |                            |                            |                            |                            |                      |                      |
| 1987-1988  | Penguins de Pittsburgh | LNH        | 77                         | 70                         | 98                         | 168                        | 92                         |                            |                            |                            |                            |                            |                      |                      |
| 1988-1989  | Penguins de Pittsburgh | LNH        | 76                         | 85                         | 114                        | 199                        | 100                        | 11                         | 12                         | 7                          | 19                         | 16                         |                      |                      |
| 1989-1990  | Penguins de Pittsburgh | LNH        | 59                         | 45                         | 78                         | 123                        | 78                         |                            |                            |                            |                            |                            |                      |                      |
| 1990-1991  | Penguins de Pittsburgh | LNH        | 26                         | 19                         | 26                         | 45                         | 30                         | 23                         | 16                         | 28                         | 44                         | 16                         |                      |                      |
| 1991-1992  | Penguins de Pittsburgh | LNH        | 64                         | 44                         | 87                         | 131                        | 94                         | 15                         | 16                         | 18                         | 34                         | 2                          |                      |                      |
| 1992-1993  | Penguins de Pittsburgh | LNH        | 60                         | 69                         | 91                         | 160                        | 38                         | 11                         | 8                          | 10                         | 18                         | 10                         |                      |                      |
| 1993-1994  | Penguins de Pittsburgh | LNH        | 22                         | 17                         | 20                         | 37                         | 32                         | 6                          | 4                          | 3                          | 7                          | 2                          |                      |                      |
|            |                        |            |                            |                            |                            |                            |                            |                            |                            |                            |                            |                            |                      |                      |
| 1995-1996  | Penguins de Pittsburgh | LNH        | 70                         | 69                         | 92                         | 161                        | 54                         | 18                         | 11                         | 16                         | 27                         | 33                         |                      |                      |
| 1996-1997  | Penguins de Pittsburgh | LNH        | 76                         | 50                         | 72                         | 122                        | 65                         | 5                          | 3                          | 3                          | 6                          | 4                          |                      |                      |
|            |                        |            |                            |                            |                            |                            |                            |                            |                            |                            |                            |                            |                      |                      |
| 2000-2001  | Penguins de Pittsburgh | LNH        | 43                         | 35                         | 41                         | 76                         | 18                         | 18                         | 6                          | 11                         | 17                         | 4                          |                      |                      |
| 2001-2002  | Penguins de Pittsburgh | LNH        | 24                         | 6                          | 25                         | 31                         | 14                         |                            |                            |                            |                            |                            |                      |                      |
| 2002-2003  | Penguins de Pittsburgh | LNH        | 67                         | 28                         | 63                         | 91                         | 43                         |                            |                            |                            |                            |                            |                      |                      |
| 2003-2004  | Penguins de Pittsburgh | LNH        | 10                         | 1                          | 8                          | 9                          | 6                          |                            |                            |                            |                            |                            |                      |                      |
|            |                        |            |                            |                            |                            |                            |                            |                            |                            |                            |                            |                            |                      |                      |
| 2005-2006  | Penguins de Pittsburgh | LNH        | 26                         | 7                          | 15                         | 22                         | 16                         |                            |                            |                            |                            |                            |                      |                      |
| Totaux LNH | Totaux LNH             | Totaux LNH | 915                        | 690                        | 1 033                      | 1 723                      | 834                        | 107                        | 76                         | 96                         | 172                        | 87                         |                      |                      |

| Année | Équipe        | Compétition                 |   | PJ | B | A  | Pts | Pun                |  | Résultat |
| 1983  | Canada junior | Championnat du monde junior | 7 | 5  | 5 | 10 | 12  | Médaille de bronze |  |          |
| 1985  | Canada        | Championnat du monde        | 9 | 4  | 6 | 10 | 2   | Médaille d'argent  |  |          |
| 1987  | Canada        | Coupe Canada                | 9 | 11 | 7 | 18 | 8   | Médaille d'or      |  |          |
| 2002  | Canada        | Jeux olympiques             | 5 | 2  | 4 | 6  | 0   | Médaille d'or      |  |          |
| 2004  | Canada        | Coupe du monde              | 6 | 1  | 4 | 5  | 2   | Médaille d'or      |  |          |

## Trophées et honneurs personnels
Tout au long de sa carrière, Lemieux a gagné de nombreux trophées. Selon certains, il aurait pu en gagner plus s'il n'avait pas eu autant de problèmes de santé et si un autre grand joueur de hockey n'avait pas joué dans la LNH à la même époque : Wayne Gretzky. La liste ci-dessous présente les trophées qu'il a gagnés aussi bien dans la ligue junior LHJMQ que dans la LNH ou encore au sein des Penguins de Pittsburgh. Le 16 décembre 2017, alors que les Canadiens de Montréal affrontent les Sénateurs d'Ottawa pour la Classique 100 de la LNH, ses cinq buts de cinq manières du 26 mars 1996 sont élus en tant que meilleur moment de l'histoire de la LNH par les partisans.

### Trophées de la LNH et du monde du sport

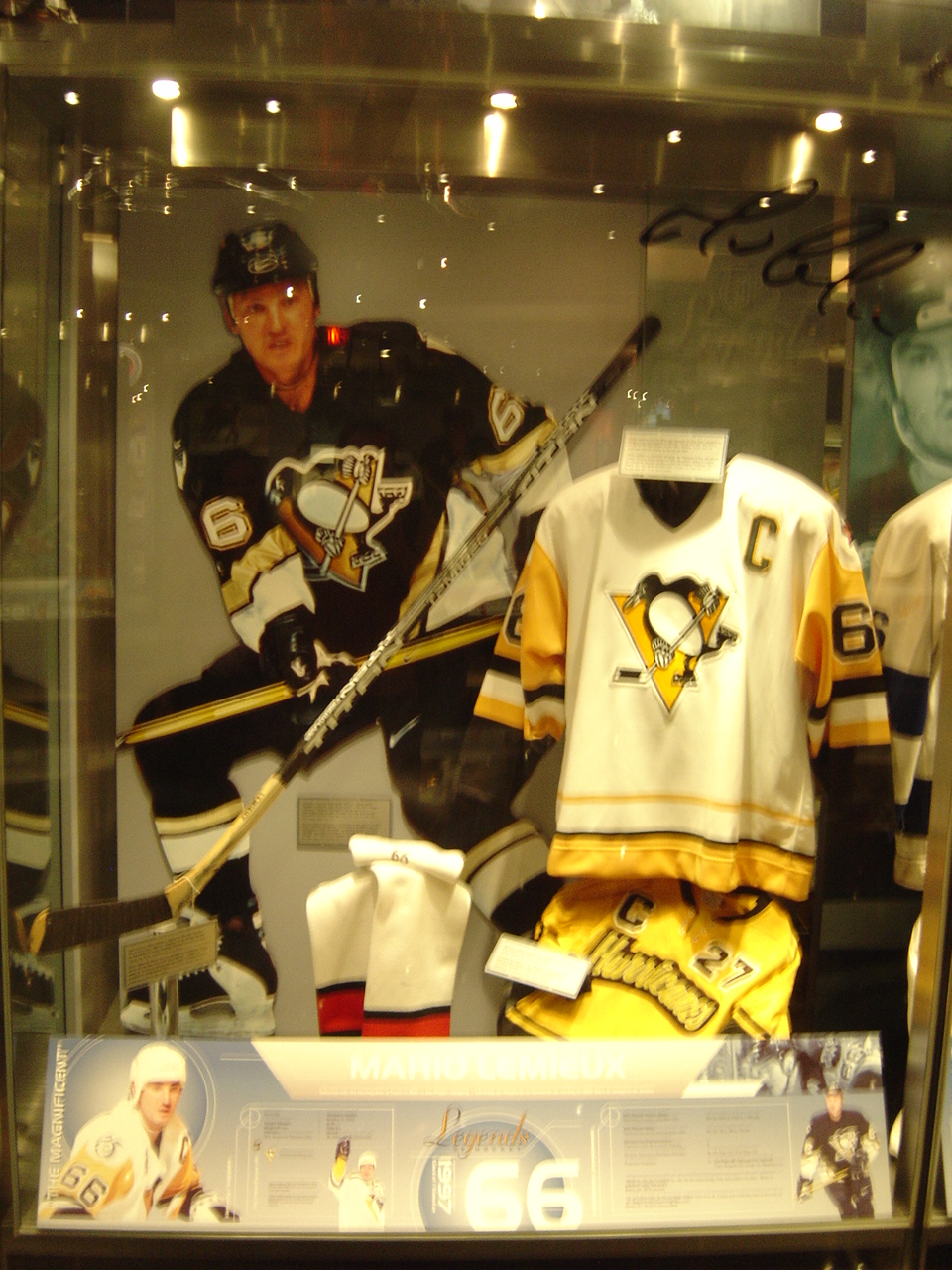
Vitrine consacrée à Lemieux au Temple de la renommée du hockey.

#### Ligue de hockey junior majeur du Québec
- 1982-1983
  - sélectionné dans la deuxième équipe d'étoiles[114]
- 1983-1984
  - trophée Michel-Brière du meilleur joueur de la saison
  - trophée Jean-Béliveau en tant que meilleur pointeur
  - trophée Guy-Lafleur meilleur joueur des séries éliminatoires
  - trophée Michael-Bossy du joueur le plus prometteur
  - sélectionné dans la première équipe d'étoiles[114]
  - titre de joueur de la saison de la Ligue canadienne de hockey
- 1999 - admis au temple de la renommée de la LHJMQ[115]

#### Ligue nationale de hockey
- 1984-1985 : trophée Calder en tant que meilleure recrue
- 1985-1986 : trophée Lester-B.-Pearson en tant que meilleur joueur selon ses pairs
- 1987-1988 :
  - trophée Art-Ross du meilleur compteur
  - trophée Hart du joueur le plus utile de la saison
  - trophée Lester-B.-Pearson
  - trophée Lionel-Conacher de l'athlète canadien masculin de l'année
- 1988-1989 : trophée Art-Ross
- 1990-1991 :
  - trophée Conn-Smythe en tant que joueur le plus utile des séries
  - coupe Stanley
- 1991-1992 :
  - trophée Art-Ross
  - trophée Conn-Smythe
  - coupe Stanley
- 1992-1993 :
  - trophée Art-Ross
  - trophée Hart
  - trophée Bill-Masterton qui récompense sa persévérance
  - trophée Lester-B.-Pearson
  - trophée plus-moins
  - trophée Lionel-Conacher
  - trophée Lou-Marsh de l'athlète canadien par excellence de l'année
- 1995-1996 :
  - trophée Art-Ross
  - trophée Hart
  - trophée Lester-B.-Pearson
- 1996-1997 : trophée Art-Ross
- 2008-2009 : coupe Stanley en tant que propriétaire des Penguins de Pittsburgh
- 2015-2016 : coupe Stanley en tant que propriétaire des Penguins de Pittsburgh
- 2016-2017 : coupe Stanley en tant que propriétaire des Penguins de Pittsburgh
- 2017 : nommé parmi les 100 plus grands joueurs de la LNH à l'occasion du centenaire de la ligue[116]

### Avec les Penguins
Il est le capitaine de l'équipe à de nombreuses reprises :
- au cours de la saison 1987-1988 il partage le rôle avec Dan Frawley
- de 1988 à 1990, il assume ce rôle tout seul
- au cours de la saison 1990-1991, Lemieux, Paul Coffey, John Cullen et Randy Hillier se partagent le rôle
- de 1991 à 1994, il est le seul capitaine de l'équipe
- de 1995 à 1997, il succède à Ron Francis et porte de nouveau le C
- de 2001 à janvier 2006, Lemieux reprend le rôle de Jaromír Jágr et Martin Straka

Il est également mis en avant par de nombreux trophées internes aux Penguins :
- 1984-1985 : recrue de l'année[117]
- Meilleur joueur de l'équipe en (selon les dirigeants) : de 1984-1985 à 1989-1990, 1991-1992, 1992-1993, 1995-1996, 1996-1997, 2000-2001 et 2002-2003[118].
- Joueur apportant le plus à l'équipe selon ses coéquipiers : 1987-1988 et 1992-1993[117].
- Booster club award, récompense le joueur qui a le plus gagné d'étoiles à la suite des matchs : de 1984-1985 à 1989-1990, 1991-1992, 1992-1993, 1995-1996, 1996-1997 et 2002-2003[64].
- Joueur le plus persévérant selon la presse locale (Masterton nominee) : 1989-1990, 1990-1991 et 1992-1993[118].
- Meilleur pointeur de l'équipe : de 1984-1985 à 1989-1990, 1991-1992, 1992-1993, 1995-1996, 1996-1997 et 2002-2003[119].

### Après carrière
À la suite de son premier arrêt, en 1997, il est admis au Temple de la renommée du hockey et son numéro, le 66, est retiré le 19 novembre 1997. Trois ans plus tard, le 27 décembre 2000, alors qu'il revient au jeu, il porte logiquement le 66 qui est à nouveau retiré le 24 janvier 2006 et accroché au tableau d'honneur au cours de la saison 2006-2007.
Le 20 décembre 2007, il est annoncé qu'il fait partie de la promotion 2008 admise au Temple de la renommée de la Fédération internationale de hockey sur glace. La cérémonie a lieu lors du championnat du monde 2008 à Québec.
Le 21 février 2009, il fait un retour au jeu dans le cadre du match des légendes du 50e anniversaire du Tournoi international de hockey pee-wee de Québec. Il marque trois buts et il amasse cinq passes dans une défaite de 13-12 en fusillade de la formation Bolduc contre l'équipe Légaré. La même année, le 12 juin, il remporte la Coupe Stanley, à titre de propriétaire des Penguins de Pittsburgh, à la fin de la saison 2008-2009. Cinq jours plus tard, il est nommé Chevalier de l'Ordre national du Québec par le premier ministre du Québec Jean Charest. Le 3 septembre 2010, il reçoit l'ordre du Canada qui lui est remis par la Gouverneure Générale Michaëlle Jean.
Le 7 mars 2012, les Penguins immortalisent Lemieux en dévoilant une statue de bronze du joueur devant la nouvelle patinoire de l'équipe, le Consol Energy Center.
En 2016, il reçoit l'Ordre du hockey au Canada.